# Дашівка
Даші́вка (пол. Daszówka) — село в Польщі, у гміні Устрики-Долішні Бещадського повіту Підкарпатського воєводства. Колишнє бойківське село, у рамках договору обміну територіями 1951 року все українське населення примусово переселено. Населення — 43 особи (2011).

## Історія
Згадується 1557 року як власність Кмітів на волоському праві. Входило до Перемишльської землі Руського воєводства.
У 1880 році село належало до Ліського повіту провінції Королівство Галичини та Володимирії, у селі налічувалось 60 будинків і 314 мешканців.
У 1919—1939 роках входило до ґміни Лобізва Ліського повіту Львівського воєводства. У 1939 році в селі мешкало 680 осіб, з них 560 українців-греко-католиків, 50 українців-римокатоликів та 70 євреїв.
З 1940 по 1951 рік село належало до Нижньо-Устрицького району Дрогобицької області УРСР. У 1951 році після обміну територіями 133 родини, що складалися з 614 осіб, були виселені у села на Одещині (Будьоннівку, Єреміївку, Бецилове), а на їх місце переселено поляків.

## Демографія
Демографічна структура станом на 31 березня 2011 року:
|          | Загалом | Допрацездатний вік | Працездатний вік | Постпрацездатний вік |
| -------- | ------- | ------------------ | ---------------- | -------------------- |
| Чоловіки | 24      | 4                  | 17               | 3                    |
| Жінки    | 19      | 4                  | 9                | 6                    |
| Разом    | 43      | 8                  | 26               | 9                    |

## Церква
У 1835 році збудована дерев'яна церква святого Вмч. Димитрія, була парафіяльною, належала до Устрицького деканату Перемишльської єпархії УГКЦ. Зруйнована у 1956 році, за іншими даними — у 1970-х роках.